# Dimowo (gmina)
Dimowo (bułg. Община Димово)  − gmina w północno-zachodniej Bułgarii, w obwodzie Widyń.

## Miejscowości
Miejscowości wchodzące w skład gminy Dimowo:
- Arczar (bułg.: Арчар),
- Beła (bułg.: Бела),
- Dimowo (bułg.: Димово) – siedziba gminy,
- Dyłgo pole (bułg.: Дълго поле),
- Dyrżanica (bułg.: Държаница),
- gara Oreszec (bułg.: гара Орешец),
- Izwor (bułg.: Извор),
- Janjowec (bułg.: Яньовец),
- Jarłowica (bułg.: Ярловица),
- Karbinci (bułg.: Карбинци),
- Kładorub (bułg.: Кладоруб),
- Kosticzowci (bułg.: Костичовци),
- Łagoszewci (bułg.: Лагошевци),
- Mali Drenowec (bułg.: Мали Дреновец),
- Medownica (bułg.: Медовница),
- Oreszec (bułg.: Орешец),
- Ostrokapci (bułg.: Острокапци),
- Septemwrijci (bułg.: Септемврийци),
- Skomla (bułg.: Скомля),
- Szipot (bułg.: Шипот),
- Władiczenci (bułg.: Владиченци),
- Wodnjanci (bułg.: Воднянци),
- Wyrbowczec (bułg.: Върбовчец).